# Filfla
Filfla ist ein unbewohnter Inselfelsen der Republik Malta mit einer Fläche von 6 ha. Er gehört zu den Maltesischen Inseln und liegt 5 km südlich der Hauptinsel Malta. Der Felsen gehört zur Stadt Żurrieq.
Der Felsen besteht aus einem 60 m hohen Plateau, er fällt zur Küste steil in Form von Kliffs ab. Rund 90 m südwestlich von Filfla liegt die kleine Nebeninsel Filfoletta, die nur rund 0,25 ha groß ist und auf der der südlichste Punkt der Republik Malta liegt. Das einzige auf der Insel nachweisbare Gebäude ist eine kleine Kapelle aus dem Jahre 1343, die vornehmlich Fischern diente. Sie wurde 1856 bei einem Erdbeben völlig zerstört. Bis 1971 diente die kleine Insel der britischen Royal Air Force und der Royal Navy als Zielübungsplatz, da sie aus der Luft einem Flugzeugträger ähnlich sieht. Durch die fortwährenden Bombeneinschläge brachen größere Teile der Insel ab. Auf Verlangen einer Bürgerbewegung wurden die Übungen eingestellt und Filfla 1980 zum Vogelschutzreservat erklärt. 1988 wurden die Schutzmaßnahmen durch den Filfla Natural Reserve Act nochmals verstärkt. 2004 folgte die Meldung des Natura-2000-Gebiets Filfla u l-Gżejjer ta' Madwarha. Im Umkreis einer nautischen Meile (1,852 km) wurde eine Sperrzone für den Schiffsverkehr errichtet. Hintergrund ist neben der Ruhe für die lokale Unterwasserwelt um die Insel vor allem, dass nicht alle Sprengkörper der früheren Zielübungen explodiert sind und diese ein erhebliches Risiko für die Fischerei darstellen.
Zutritt zur Insel ist ausschließlich zu Forschungszwecken und nach vorheriger Genehmigung des Umweltministeriums gestattet. Maltesische Fischer und der Historiker D. Bradley wollen vor der Zerstörung durch Bombenabwürfe auf Filfla Schleifspuren gesehen haben.
Auf Filfla ist die Filfola-Eidechse (Podarcis filfolensis ssp. filfolensis) endemisch.